# 中垣國男
中垣 國男（なかがき くにお、1911年6月24日 - 1987年4月2日）は、日本の政治家、実業家。第16代法務大臣。衆議院議員を通算9期務めた。

## 来歴
鹿児島県日置郡市来町（現・いちき串木野市）に木場善太郎の四男として生まれる。同町にあった、鹿児島県第二師範学校附属小学校で学んだのち、1931年3月、鹿児島県立商船水産学校（現・鹿児島県立鹿児島水産高等学校）卒業。東京帝国大学の試験に落ち、行くところを探していたときに水産学校の教諭に勧められ東洋大学文学部哲学科に入学。
当時、東洋大学には成績上位者に対しドイツに2年、インドに3年留学できる制度があった。成績の良かった中垣は留学を勧められるも、1934年秋、強度の神経衰弱に陥ってしまう。同年11月に大学を中退し、長兄の友人の友人・尾崎五平治が住む愛知県碧海郡安城町（現・安城市）で養生することとなった。
國男は尾崎の営む農産物加工会社でみかんの缶詰づくりに励みながら、徐々に回復していった。尾崎は出身地の横須賀村（現・西尾市吉良町）で別会社を興すが事業に失敗して台湾に出奔してしまう。その会社を引き継ぎ1年半ほどかけて借金を片付けた。1936年1月11日、横須賀村役場の助役の仲立ちにより、地元出身の中垣とよ子と結婚。中垣家の養子となる。
愛知県横須賀村農業会、同県幡豆郡農業会の職員を経て、幡豆食品支配人、愛知トマト製造（カゴメの前身企業の一つ）常務取締役などを歴任する。

### 政界へ
1945年1月13日、三河地震が発生。中垣の家の周辺だけでも480人の死者を出す。これがきっかけとなり、被害復旧と農業経済の確立を目指し、政治家を志した。
1947年4月、第23回衆議院議員総選挙に民主党から旧愛知4区にて立候補し初当選した。1949年1月に行われた総選挙で再選。同年2月16日に第3次吉田内閣が成立すると、吉田政権への対応を巡って民主党は「野党派」と「連立派」に分裂。中垣は犬養健・保利茂・小坂善太郎らとともに連立派に与し、翌1950年には自由党に合流する。
1951年6月、小笠原三九郎の公職追放が解除されると、翌年10月の総選挙は小笠原が自由党から立候補したため、中垣は立候補を取り止め、彼の選挙対策における事務長を務めた。1953年の総選挙も続いて小笠原の選挙事務長を務めた。
1955年の総選挙は小笠原とともに自由党公認で出馬し、政界復帰（小笠原も当選）。自由民主党では緒方派→石井派に所属した。厚生政務次官、自民党副幹事長等を経て、1962年7月、第2次池田第2次改造内閣に法務大臣として入閣。1年間、大臣を務めた。
中垣は言う。「三十年間現役政治家としてやってきた人間が言うべきではないかも知れないが、三十九年に佐藤内閣ができたころから、政治への情熱がなくなった。カネばっかしで結論がついてゆく実態を許せなくなって、日本の政界というのはくだらんところだと思うようになった。そんなところ、たまたま糖尿が出た。これは天の声だ。ここで辞めなかったら辞め場はない」
しかしその後も周囲に励まされ、1972年12月10日の第33回衆議院議員総選挙まで当選を重ねた。
1974年12月9日、代議士生活が25年に達し、永年在職議員表彰を受ける。これを機に引退を決意。翌1975年夏、議員となって初めて郷里の鹿児島県に帰った。先祖供養をしたのち、地元の人々の前で「この次の選挙には立候補をしない」と述べた。同年9月7日、引退を正式表明。
地盤は中垣の秘書を務めた稲垣実男が継ぐことになり、1976年4月24日、自民党愛知県連は次期衆院選の旧愛知4区公認候補として稲垣を党本部に推薦することを決めた。
1981年、勲一等瑞宝章受章。1987年4月2日、心不全のため死去。75歳没。

## 人物
- 死刑推進派とされており、法務大臣在任中に33名の死刑囚の死刑執行命令に署名した。この中には藤本事件、小松川事件、神戸洋服商殺人事件（孫斗八）の死刑囚3人も含まれていた。
- 灘尾弘吉・田中伊三次・坂田道太とともに「石井派四天王」と称され、とりわけ中垣は世話役的な存在として、他のメンバーが苦手とする他派閥との折衝等で活躍した。